# Мартин-Харви, Джон
Сэр Джон Мартин-Харви (англ. John Martin-Harvey; 22 июня 1863, Уивенхо, Эссекс — 14 мая 1944, Суррей) — британский актёр театра и кино, режиссёр.
Считается одним из последних великих романтических актёров английского театра.

## Биография

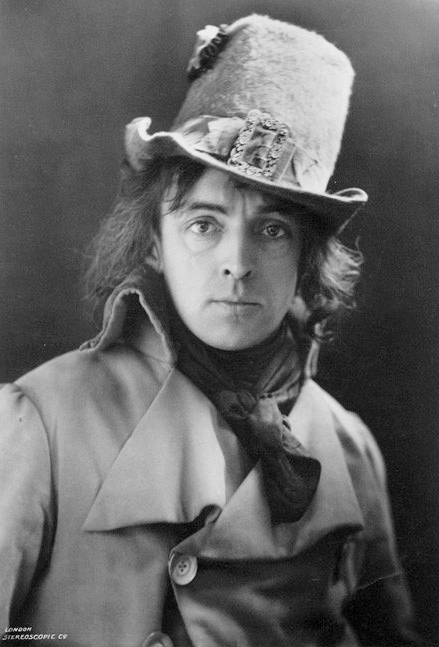
Джон Мартин-Харви в роли Сиднея Картона в пьесе «Единственный путь» (театральная адаптация романа «Повесть о двух городах» (A Tale of Two Cities) Чарльза Диккенса

Родился в семье Джона Харви, дизайнера яхт и кораблестроителя. Его отец надеялся, что сын продолжит семейный бизнес, но тот с детства увлёкся театром. Одним из клиентов его отца был драматург У. Ш. Гилберт, благодаря которому Харви встретил своего первого театрального педагога.
В 1882 году М. Харви был принят в труппу лондонского театра «Лицеум», где стал играть вместе с трагиком Генри Ирвингом. В течение многих лет выступал в драматических ролях в Шекспировских произведениях.
Совершил ряд туров по Великобритании и Северной Америке. Успешно выступал в Канаде и Соединенных Штатах.
Снимался в кино с 1913 года.
В 1921 году был возведен во дворянство.

## Избранная фильмография
- A Cigarette-Maker’s Romance (1913)
- The Broken Melody (1916)
- The Breed of the Treshams (1920)
- The Only Way (1927)
- The Burgomaster of Stilemonde (1929)
- The Lyons Mail (1931)